# La voûte des mains

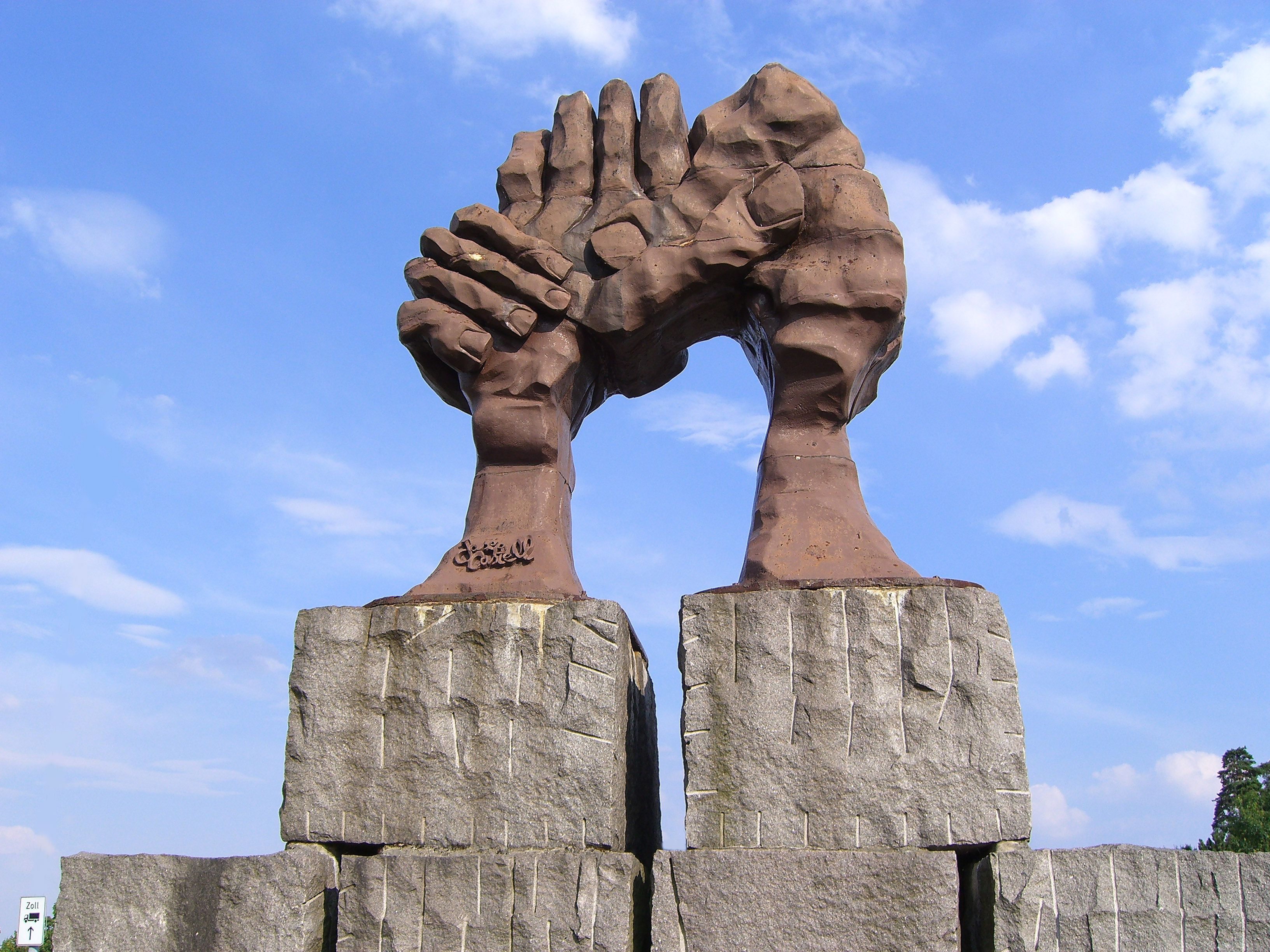
Skulptur „La voûte des mains“

La voûte des mains (französisch für: Die Wölbung der Hände) ist der Name einer Skulptur an der Autobahnraststätte Waldkater an der Bundesautobahn 2 bei Helmstedt. Die ineinandergreifenden Hände symbolisieren die Einheit der vormals getrennten Menschen in zwei unterschiedlichen deutschen Systemen.

## Geschichte
Die 9 m hohe und 50 t schwere Skulptur wurde am 3. Oktober 1995 feierlich der Öffentlichkeit übergeben. Entworfen wurde sie von dem französischen Künstler Josep Castell. Vorausgegangen war eine Spendenaktion des ehemaligen Bürgermeisters der Stadt Helmstedt, Hans-Otto Kieschke, mit der in sieben Monaten die benötigten 400.000 Mark akquiriert wurden, um eine Aufstellung zu ermöglichen. Dafür gründete er eigens den Verein „Denkmal Deutsche Einheit“. Die Mahnung des Künstlers, die Einheit in gegenseitiger Achtung zu vollenden und die gewonnene Freiheit zu pflegen, sind Attribute, denen der Verein „Grenzenlos – Wege zum Nachbarn e.V.“ sich auch heute noch verpflichtet fühlt. Exakt 15 Jahre nach ihrer Aufstellung wurde die Skulptur am 3. Oktober 2010 in die Europäische Skulpturenstraße des Friedens aufgenommen.

## Trivia
Als Symbol der Einheit hat der Schulbuchverlag C. C. Buchner die Skulptur für das Titelbild eines Geschichtsbuchs für die 9. und 10. Klassen der Gymnasien in Niedersachsen ausgewählt. Die deutsch-deutsche Geschichte wird in dem Buch „Das waren Zeiten“ ausführlich behandelt.